# Sydafrika i olympiska sommarspelen 1992
Sydafrika deltog i de olympiska sommarspelen 1992 med en trupp bestående av tre deltagare, och totalt blev det två silver.

## Boxning
Lätt flugvikt
- Abram Thwala
  - Första omgången – Förlorade mot Rafael Lozano (Spain), 0:9

Weltervikt
- Giovanni Pretorius
  - Första omgången – Förlorade mot Søren Antman (Sweden), RSC-1

## Bågskytte
Damernas individuella
- Johanna Schenk — Rankningsrunda, 56:e plats (0-0)

Herrarnas individuella
- Malcolm Todd — Rankningsrunda, 68:e plats (0-0)

## Cykling
Damernas linjelopp
- Jacqueline Martin
  - Final — 2:15:42 (→ 46:e plats)

## Friidrott
Herrarnas 400 meter häck
- Andries Vorster
  - Heat — 49,75 (→ gick inte vidare, ingen placering)

Herrarnas 10 000 meter
- Xolile Yawa
  - Heat — 28:28,78
  - Final — 28:37,18 (→ 13:e plats)

Herrarnas maraton
- Abel Mokibe — 2:17,24 (→ 25:e plats)
- Zithulele Sinqe — fullföljde inte (→ ingen placering)
- Jan Tau — fullföljde inte (→ ingen placering)

Damernas 400 meter häck
- Myrtle Bothma
  - Heat — 55,60
  - Semifinal — 54,53
  - Final — DNF (→ ingen placering)

Damernas 3 000 meter
- Zola Pieterse
  - Heat — 9:07,10 (→ gick inte vidare, ingen placering)

Damernas 10 000 meter
- Elana Meyer
  - Heat — 32:05,45
  - Final — 31:11,75 (→  Silver)

Damernas maraton
- Colleen De Reuck — 2:39,03 (→ 9:e plats)

Damernas höjdhopp
- Charmaine Weavers
  - Kval — 1,75 m (→ gick inte vidare)

## Fäktning
Herrarnas florett
- Hein van Garderen
- Dario Torrente

Herrarnas värja
- Dario Torrente
- Trevor Strydom
- Hein van Garderen

Herrarnas sabel
- Dario Torrente
- Hein van Garderen

Damernas florett
- Heidi Botha
- Rencia Nasson

## Modern femkamp
Herrarnas individuella tävling
- Trevor Strydom

## Segling
Herrarnas lechner
- William Tyson
  - Slutlig placering — 344,0 poäng (→ 35:e plats)

## Simhopp
| Hoppare       | Gren          | Kval   | Kval      | Final            | Final            |
| Hoppare       | Gren          | Poäng  | Placering | Poäng            | Placering        |
| ------------- | ------------- | ------ | --------- | ---------------- | ---------------- |
| Craig Vaughan | Herrarnas 3 m | 297,51 | 30        | Gick inte vidare | Gick inte vidare |

## Tennis
Herrar
| Spelare                    | Gren       | Omgång 1                                        | Omgång 2                                                    | Åttondelsfinaler                                     | Kvartsfinaler                                    | Semifinaler                                                  | Final / BM                                            | Final / BM       |
| Spelare                    | Gren       | Motståndare Poäng                               | Motståndare Poäng                                           | Motståndare Poäng                                    | Motståndare Poäng                                | Motståndare Poäng                                            | Motståndare Poäng                                     | Placering        |
| -------------------------- | ---------- | ----------------------------------------------- | ----------------------------------------------------------- | ---------------------------------------------------- | ------------------------------------------------ | ------------------------------------------------------------ | ----------------------------------------------------- | ---------------- |
| Wayne Ferreira             | Herrsingel | Christo van Rensburg (RSA) W 7-5, 6-2, 2-6, 6-4 | Marc Rosset (SUI) L 4-6, 0-6, 2-6                           | Gick inte vidare                                     | Gick inte vidare                                 | Gick inte vidare                                             | Gick inte vidare                                      | Gick inte vidare |
| Christo van Rensburg       | Herrsingel | Wayne Ferreira (RSA) L 5-7, 2-6, 6-2, 4-6       | Gick inte vidare                                            | Gick inte vidare                                     | Gick inte vidare                                 | Gick inte vidare                                             | Gick inte vidare                                      | Gick inte vidare |
| Wayne Ferreira Piet Norval | Herrdubbel | Bye                                             | Bent-Ove Pedersen Christian Ruud (NOR) W 6-2, 6-4, 5-7, 6-3 | Brian Gyetko Sebastien LeBlanc (CAN) W 6-3, 7-6, 6-4 | George Cosac Dinu Pescariu (ROU) W 6-0, 6-3, 6-2 | Goran Ivanišević Goran Prpić (CRO) W 7-6, 3-6, 6-3, 2-6, 6-2 | Boris Becker Michael Stich (GER) L 6-7, 6-4, 6-7, 3-6 |                  |

Damer
| Spelare           | Gren      | Omgång 1                           | Omgång 2                          | Åttondelsfinaler                   | Kvartsfinaler     | Semifinaler       | Final / BM        | Final / BM       |
| Spelare           | Gren      | Motståndare Poäng                  | Motståndare Poäng                 | Motståndare Poäng                  | Motståndare Poäng | Motståndare Poäng | Motståndare Poäng | Placering        |
| ----------------- | --------- | ---------------------------------- | --------------------------------- | ---------------------------------- | ----------------- | ----------------- | ----------------- | ---------------- |
| Amanda Coetzer    | Damsingel | Zina Garrison (USA) W 7-5, 6-1     | Agnese Blumberga (LAT) W 6-2, 6-4 | Conchita Martínez (ESP) L 4-6, 3-6 | Gick inte vidare  | Gick inte vidare  | Gick inte vidare  | Gick inte vidare |
| Mariaan de Swardt | Damsingel | Patricia Tarabini (ARG) L 4-6, 2-6 | Gick inte vidare                  | Gick inte vidare                   | Gick inte vidare  | Gick inte vidare  | Gick inte vidare  | Gick inte vidare |
| Elna Reinach      | Damsingel | Jennifer Capriati (USA) L 1-6, 0-6 | Gick inte vidare                  | Gick inte vidare                   | Gick inte vidare  | Gick inte vidare  | Gick inte vidare  | Gick inte vidare |